# Elly Katabira
Elly Tebasoboke Katabira (?, ? de noviembre de 1948) es un médico ugandés especializado en neurología y líder de la lucha contra el VIH/sida en África Oriental. Fue presidente de la Sociedad Internacional de SIDA (IAS) de 2010 a 2012.

## Biografía
Se recibió de médico en la Universidad Makerere.